# Lauso (mitologia)

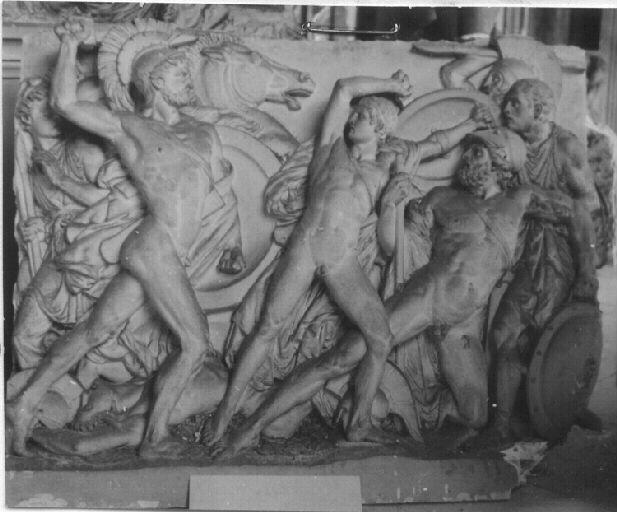
Mezence ferido, preservado por seu intrépido filho Lausos, primeiro prêmio do "Prix de Rome" em 1859 por Louis-Léon Cugnot. Escola Nacional de Belas Artes, Paris.

Lauso é, na mitologia romana, filho de Mezêncio, rei etrusco que cometeu tantos excessos que foi expulso do trono por seus próprios súditos. Os dois lutaram contra Eneias e os troianos que queriam se estabelecer na Itália, depois que sua cidade, Troia, caiu nas mãos dos gregos.
Desempenha papel importante na Eneida, aparecendo no livro VII e principalmente no livro X. Era domador de cavalos e caçador de feras. Virgílio ressalta a sua beleza, que só é inferior à de Turno, rei dos rútulos, comandante das tropas que querem expulsar os troianos do Lácio. O poeta latino diz que ele merecia ser mais feliz com um pai mais digno que Mezêncio, tendendo a dissociá-lo moralmente do pai.
Quando Mezêncio é ferido por Eneias, Lauso corre para proteger o pai, que salva expondo sua própria vida aos golpes do herói troiano. Esse devotamento filial expressa a piedade (pietas) que Virgílio elogia tanto, insistindo sobre as relações de pai e filho entre Anquises e Eneias, e Evandro e Palante. Eneias fica com remorso por ter matado Lauso e manda devolver seu cadáver ao pai.
Lauso faz contraponto na Eneida a Palante, filho de Evandro. Os dois são jovens, descendentes de sangue real, fortes e cheios de piedade filial. E os dois morrem pelas mãos dos personagens principais da epopéia, Eneias e Turno, respectivamente.